# 默兹河畔茹瓦尼站
默兹河畔茹瓦尼站是法国的一个铁路车站，位于法国阿登省市镇默兹河畔茹瓦尼。

## 位置
默兹河畔茹瓦尼站位于默兹河畔茹瓦尼城区的东南部，默兹河右岸。车站大致呈西北-东南走向，开口朝东北。

## 车站概况
默兹河畔茹瓦尼站是一个小型的乘降所，没有任何售票服务及设施，乘客需上车后主动购票或使用通勤卡。
默兹河畔茹瓦尼站站内没有地下通道或天桥，前往上行方向站台（沙勒维尔-梅济耶尔方向）的乘客需跨越铁路正线，因此该站存在一定的安全隐患。

## 停靠线路
以下列车线路在默兹河畔茹瓦尼站停靠：
| 默兹河畔茹瓦尼站列车线路表 |              |          |              |              |
| 线路                       | 车种         | 上一站   | 下一站       | 大致运行频率 |
| 沙勒维尔-梅济耶尔—日韦     | 法国大区列车 | 努宗维尔 | 默兹河畔博尼 | 每天5~9趟    |
| 1.                         |              |          |              |              |

## 配套交通

### 大巴车
默兹河畔茹瓦尼站对应的大巴车上下车地点位于车站前方的空地上。当某条铁路线施工或罢工时，SNCF会提供途径该线路沿途站点的大巴车。

### 市内交通
默兹河畔茹瓦尼站暂无城市公共交通服务。

## 临近车站
| 默兹河畔茹瓦尼站（Gare de Joigny-sur-Meuse） |                  |                |
| 上行车站                                     | 线路             | 下行车站       |
| 努宗维尔站                                   | 苏瓦松－日韦铁路 | 默兹河畔博尼站 |
| - 本表仅显示运营中的线路及车站               |                  |                |